# Come to the Stable
Come to the Stable (en España, Hablan las campanas) es una película estadounidense de 1949 que narra la historia real de la Abadía de Regina Laudis y las dos hermanas francesas que llegan a un pequeño pueblo de Nueva Inglaterra, donde junto con los habitantes del mismo comienzan a construir un hospital infantil. Está protagonizada por Loretta Young, Celeste Holm, Hugh Marlowe, Elsa Lanchester, Thomas Gómez, Dooley Wilson y Regis Toomey.
La película está basada en el guion escrito por Clare Boothe Luce, y adaptado por Sally Benson, Clare Boothe Luce y Oscar Millard. Fue dirigida por Henry Koster.
La cinta fue nominada a los Premios de la Academia en las categorías de mejor actriz (Loretta Young), mejor actriz de reparto (Celeste Holm y Elsa Lanchester), mejor dirección artística (Blanco y negro) (Lyle Wheeler, Joseph C. Wright, Thomas Little y Paul S. Fox), mejor fotografía (Blanco y negro), mejor canción (Alfred Newman y Mack Gordon por "Through a Long and Sleepless Night") y mejor argumento.

## Argumento
Una noche de invierno, dos hermanas francesas, la hermana Margaret y la hermana Scholastica, llegan a la pequeña ciudad de Bethlehem en Nueva Inglaterra (ubicación muy probablemente basada en Bethlehem, Connecticut, donde se encuentra la Abadía de Regina Laudis y próxima a la ciudad de Nueva York), donde se encuentran con Amelia Potts, una pintora de imágenes religiosas. Las hermanas anuncian que han llegado para construir un hospital allí, y la hermana Margaret, nacida en Chicago, explica que durante la guerra estuvo a cargo de un hospital infantil en Normandía que se convirtió en un potencial blanco durante una campaña militar. Como muchos de los niños no pudieron ser evacuados, la hermana Margaret hizo una petición personal a un general estadounidense para que no bombardeara el hospital, que los alemanes estaban utilizando como un puesto de observación. El hospital se salvó, pero a costa de las vidas estadounidenses, y la hermana Margaret prometió a Dios de que, en agradecimiento por salvar a los niños, regresaría a Estados Unidos para construir un hospital para niños.
La señorita Potts no entiende por qué eligieron Bethlehem, y la hermana Margaret le dice que habían recibido una postal con una reproducción de una escena de la natividad pintada por la señorita Potts, titulada "Ven al establo" ("Come to the Stable", en inglés), con información sobre el área de Bethlehem, y después de ver otra pintura de la señorita Potts, las hermanas decidieron que una colina local representada en ella sería un buen sitio para el hospital.
Después de que el compositor Bob Masen, vecino y casero de la señorita Potts, les dice a las hermanas que la colina es propiedad de Luigi Rossi de Nueva York, las hermanas van a ver al Obispo en una ciudad cercana. Él no puede ayudarlas con su proyecto, pero les da una pequeña cantidad de dinero para apoyarlas. Cuando regresan a Bethlehem, el religioso conserje de Bob, Anthony James, se ofrece para llevarlas desde la estación de ferrocarril en el jeep de Bob (Anthony continuara ayudándolas a lo largo de la película).
Ya que la hermana Margaret aprendió a conducir un jeep durante la guerra, se las arreglan para tomar prestado el jeep e ir a la ciudad de Nueva York a buscar al Sr. Rossi y pedirle que done sus tierras. Rossi intenta despistarlas pero, a pesar de su intento, las Hermanas logran verlo. En el encuentro, les dice a las hermanas que tiene la intención de construir su casa de retiro en el lugar. Mientras se preparan para irse, la hermana Margaret se fija en una imagen y se da cuenta de que el hijo de Rossi murió en acción cerca de su hospital en Rouen. Las hermanas le dicen a Luigi que rezarán por su hijo. De repente, Rossi cambia de opinión y les informa que, si instalan una vidriera en el hospital en memoria de su hijo, la tierra es suya.
Eufóricas, vuelven a Bethlehem, donde Bob y su novia Kitty Blaine están escuchando una demo de una nueva canción que él ha compuesto y las hermanas vienen a agradecerle por dejarles hacer uso del jeep. Entonces, Bob les anuncia que irá a Hollywood durante unas semanas para trabajar en una película.
Las hermanas alquilan por $5.000 y durante tres meses una antigua planta embotelladora frente a la propiedad de Rossi, para su uso como cobertizo temporal para organizar la construcción del hospital. Sin embargo, cuando el Obispo revisa los documentos, descubre que el precio de compra conlleva una hipoteca de $25.000, significativamente más que los fondos operativos que las Hermanas tienen disponibles. Él dice a las hermanas que tendrá que cancelar el contrato, pero en ese momento, once hermanas más y un capellán llegan de Francia, después de haber sido convocados por las Hermanas tras su éxito. El obispo cede, permitiéndoles quedarse durante el período de la opción con el entendimiento de que si no pueden recaudar el dinero adicional dentro de ese tiempo todos deben irse, aunque más tarde le comenta a su asistente que siente fuerzas imparables en el trabajo.
Cuando Bob regresa de Hollywood con Kitty y tres invitados, descubre el número cada vez mayor de hermanas que tienen un puesto de venta de artesanía en el jardín de la señorita Potts, y Bob insiste en que desaloje a todas las hermanas. El día antes de que la opción caduque, las hermanas se encuentran con $500 menos de la cantidad necesaria. Esa noche, después de que Kitty interpreta la nueva canción de Bob para sus invitados, escuchan a las hermanas cantar un himno que reconocen bastante similar a la canción de Bob. Preocupado por las alusiones al plagio, Bob jura que pensó por primera vez en la canción después de que su equipo del Ejército aterrizó en Francia cuatro años antes, pero Al Newman, uno de los invitados y crítico musical, identifica la melodía como un canto gregoriano con más de 1200 años de antigüedad.
A la mañana siguiente, después de que las hermanas Margaret y Scholastica accidentalmente clavaran una estaca en las tuberías del agua de Bob mientras construían un santuario, Bob visita a su agente inmobiliario y se las arregla para comprar la planta de embotellado con el fin de mantenerlo fuera de las manos de las hermanas. Mientras tanto, la hermana Margaret encuentra a los invitados de Bob juegan al tenis y apuesta con ellos $500 a que la Hermana Escolástica puede ayudar a Al a vencer a la otra pareja. Aunque Sor Scholastica es una excampeona de tenis, pierde el partido.
Más tarde, cuando la hermana Margaret les dice a las Hermanas que deben irse, Bob se acerca para despedirse de ellas pero al escuchar sus oraciones, descubre que su Casa Madre está en Normandía, cerca de donde él había estado desplazado durante la guerra. Cuando las hermanas le piden que ore por ellas, Bob se conmueve y cambia de opinión sobre su proyecto, y la película termina con Bob, Kitty, Anthony, la señorita Potts, el Sr. Rossi y el obispo asistiendo a la dedicación del hogar temporal del hospital de San Judas.

## Reparto
- Loretta Young como la hermana Margaret (basado en la Madre Benedict Duss)[3]
- Celeste Holm como la hermana Scholastica (basado en la hermana Mary-Aline Trilles de Warren)
- Elsa Lanchester como Amelia Potts (basado en la artista Lauren Ford)[4]
- Hugh Marlowe como Robert Masen.
- Thomas Gomez como Luigi Rossi.
- Dorothy Patrick como Kitty.
- Basil Ruysdael como el Obispo.
- Dooley Wilson como Anthony James.
- Regis Toomey como Monseñor Talbot.
- Mike Mazurki como Sam.